# Комиссия Шверника
Комиссия Шверника — неофициальное название комиссии Президиума ЦК КПСС, возглавляемой Николаем Шверником, по расследованию политических репрессий в Советском Союзе в период правления Иосифа Сталина. В ее состав также входили Александр Шелепин, Зиновий Сердюк, Роман Руденко, Ольга Шатуновская, Николай Миронов и Владимир Семичастный. Это была вторая крупная комиссия такого рода (первой была комиссия, возглавляемая Вячеславом Молотовым). 
Комиссия Шверника работала в 1961-1963 годах и подготовила около 200 страниц двух отчетов, в которых подробно описывался механизм фальсификации показательных процессов над Бухариным, Зиновьевым, Тухачевским и другими. Комиссия основывала свои выводы во многом на показаниях очевидцев — жертв репрессий и бывших сотрудников НКВД, а также на документах.
Комиссия рекомендовала реабилитировать всех обвиняемых, за исключением Карла Радека и Генриха Ягоды, поскольку материалы об убийстве Радека в тюрьме требовали дополнительной проверки, а Ягода был одним из организаторов политических процессов (хотя большинство обвинений с него тоже пришлось снять, включая «шпионаж» и пр.).